# Canardia
Canardia là một chi khủng long, được Prieto-Márquez Dalla Vecchia Gaete & Galobart mô tả khoa học năm 2013.